# Arne Hedenö
Arne Alexius Hedenö, ursprungligen Andersson, född 15 juli 1906 i Tölö, Hallands län, död 29 juni 1968 i Stockholm, var en svensk operettsångare och skådespelare.

## Biografi
Hedenö scendebuterade 1931 som Victor i Filmdrottningen vid Sigrid Eklöf-Trobäcks operettsällskap och där var han sedan engagerad fram till 1932 då han flyttade till Hipp för att 1934 återvända till Eklöf-Troberg. Därefter var han engagerad vid Oscarsteatern en del av 1936 och sedan fram till 1940 vid Stora Teatern, Göteborg. Han medverkade även i folkparkssommarturnéer och hade flera filmroller.
Hedenö var sedan 1933 gift med skådespelaren Kate Thunman. Han är gravsatt i Högalids kolumbarium i Stockholm.

## Filmografi
- 1934 – Simon i Backabo
- 1934 – Sången till henne
- 1934 – Pettersson – Sverige
- 1934 – Kungliga Johansson
- 1936 – Johan Ulfstjerna
- 1937 – Ryska snuvan
- 1938 – Fram för framgång
- 1939 – Landstormens lilla Lotta
- 1942 – Sexlingar
- 1942 – Det är min musik

## Teater

### Roller
| År   | Roll | Produktion                                | Regi             | Teater      |
| ---- | ---- | ----------------------------------------- | ---------------- | ----------- |
| 1961 |      | Så tuktas en argbigga William Shakespeare | Sandro Malmquist | Riksteatern |